# Seta (film)
Seta è un film del 2007 diretto da François Girard, tratto dall'omonimo romanzo di Alessandro Baricco.

## Trama
Il giovane francese Hervé Joncour è arruolato nell'esercito per volere del padre ed è fidanzato con la maestra Hèléne Fouquet. Siamo nel 1861 e un'epidemia attacca gli allevamenti di bachi da seta un po' ovunque e anche nella cittadina dove vive Hervé.  Baldabiou, uomo dalla personalità molto particolare e originale, proprietario di un capannone per l'allevamento dei bachi da seta, propone al giovane di recarsi in Africa, in Egitto in particolare, per procurare delle uova sane. Il giovane accetta perché così può congedarsi dall'esercito e sposare la fidanzata. Il viaggio si rivela inutile perché l'epidemia ha colpito anche queste terre. Baldabiou, allora, progetta di mandare il ragazzo fino al lontano Giappone, dove si diceva venisse prodotta la seta più bella del mondo, per procurare nuove uova. In questo paese, però, l'ingresso era assai difficile perché veniva rifiutato qualsiasi contatto con il continente e vietato l'accesso a qualsiasi straniero. Baldabiou può contare su alcune conoscenze, quindi Hervé accetta e il viaggio è organizzato. Dopo aver attraversato la Baviera, essere entrato in Austria, aver raggiunto in treno Vienna e Budapest, aver attraversato la steppa russa, gli Urali, la Siberia, con una nave di contrabbandieri raggiunge la costa del Giappone. Qui tratta l'acquisto delle uova con alcuni uomini che, però, tentano di vendergli uova di pesce. Quando sta per riprendere la via di casa viene fermato dagli uomini del potente Hara Jubei che voleva vederlo. Una volta in sua presenza, Hervé viene invitato a raccontare di sé. Accanto all'uomo vi è una misteriosa figura femminile che sta sempre con gli occhi chiusi e che il potente signore accarezza come un animale. Solo in un'occasione la donna alza gli occhi per fissarlo con un'intensità sconcertante. Hervé nota con meraviglia che non hanno un taglio orientale e osserva la strana azione che la donna compie: prende, infatti, la tazza dalla quale lui stava bevendo per farla ruotare e pone le labbra nel punto preciso dove lui aveva bevuto. Fatto ciò la ragazza torna ad accucciarsi accanto ad Hara.
Dopo alcuni giorni Hervé parte per rientrare a casa. Non trova cambiamenti nel suo paese, ma è lui a sentirsi profondamente cambiato. Le uova acquistate da Hara Jubei si rivelano eccezionali e la produzione di seta per quell'anno straordinaria.
Hervé è diventato ricco e acquista una bella casa con un giardino enorme come era desiderio della moglie.
Passa del tempo e Baldabiou propone al ragazzo di tornare in Giappone per un altro carico di uova. Una volta giunto in Giappone, Hervé viene trattato con affetto e con tutta una serie di privilegi. Hara lo attende in una foresta che porta ad un lago dove ritrova la misteriosa ragazza, questa volta di spalle e che si volta un solo momento rivelando anche in questa occasione di non avere gli occhi con taglio orientale. Hara gli racconta dettagli della sua vita e dei suoi avi, lo ospita in un palazzo sontuoso e lo invita a banchetti. Durante uno di questi, conosce un commerciante olandese con il quale acquisisce una certa confidenza. Interrogato l'uomo, questi si dichiara certo di non avere mai visto una donna come quella descritta da Hervé. L'ultimo giorno di permanenza di Hervé in Giappone accade una cosa strana. Mentre fa il bagno con gli occhi coperti, il francese sente delle mani che lo bagnano, lo massaggiano, lo accarezzano e che alla fine gli danno un biglietto con due scritte in giapponese che lui non è in grado di capire. Rientrato a casa riprende la vita tranquilla con l'affettuosa moglie, ma la curiosità di sapere cosa dice il biglietto lo porta a Lione, da Madame Blanche, una giapponese in grado di tradurgli il messaggio. Il biglietto dice: "se non torni morirò". 
Passano pochi anni e la crisi delle filande si fa di nuovo grave. Il Giappone non è più una terra tranquilla, ma è teatro di una feroce guerra e la popolazione sta scappando. Non è il caso di tornarci. Ma Hervé insiste e appoggiato da Baldebiou parte. La situazione è davvero tragica. Anche Hara è fuggito. Hervé grazie all'aiuto di un ragazzo riesce a raggiungerlo. Ma questi si infuria e lo caccia e addirittura  fa  impiccare il ragazzo che lo aveva aiutato. Hara gli spiega che il Giappone è un paese antico e che per certi crimini prevede la pena di morte e il portare messaggi d'amore della propria padrona è uno di questi. Quando Hervé obietta che il giovane non aveva messaggi,  gli viene risposto che lui era un messaggio d'amore e viene invitato ad andarsene e a non ritornare più.
Hervé corrompe un funzionario giapponese, si procura dei cartoni di uova di baco da seta che imballa con del ghiaccio per bloccare la schiusa delle uova e trova un imbarco per il continente, ma quando arriva a casa le larve sono tutte morte e questo per il suo paese si traduce in crisi. Per cercare di salvare la situazione offre a tutta la popolazione di lavorare nel suo immenso giardino.
Gli anni trascorrono ed Hervé e la moglie vivono con tranquillità, facendo piccoli viaggi, fino a quando viene recapitata all'uomo una lettera scritta in giapponese. L'uomo rintraccia Madame Blanche e si fa tradurre la lettera: "Mio signore amato, non avere paura, non ti muovere, non parlare. Nessuno ci vedrà. Resta come sei, io ti voglio guardare, abbiamo una notte tutta per noi e io ti voglio guardare, il tuo corpo per me, la tua pelle, le tue labbra, chiudi gli occhi, nessuno ci può vedere, io sono vicina a te, senti vero? Quando ti toccherò per la prima volta, lo farò con le mie labbra, tu sentirai il calore, però non saprai dove, forse sarà sui tuoi occhi, appoggerò la mia bocca sui tuoi occhi e tu sentirai il calore. Apri gli occhi, adesso, mio amato, guardami, i tuoi occhi sul mio seno, le tue braccia mi sollevano per farmi scivolare su di te, la mia piccola voce, il tuo corpo che trema. Quest'istante non finirà, lo vedi? Per sempre getterai la testa all'indietro, per sempre scivoleranno lacrime dalle mie ciglia, questo momento doveva essere, questo momento è e questo momento continuerà da ora fino alla fine. Noi non ci vedremo più, quel che era per noi, l'abbiamo fatto e tu lo sai, credimi, amore mio, l'abbiamo fatto per sempre. Serba la tua vita al riparo da me, e se servirà alla tua felicità, non esitare un attimo a dimenticare questa donna che ora ti dice, senza traccia di rimpianto, addio".
Turbato rientra a casa. Nei giorni successivi la moglie ha un malore che si rivela cosa seria e poco tempo dopo muore.
Hervé continua la sua vita finché un giorno sulla tomba della moglie trova una coroncina di fiori blu. Dopo alcuni giorni di riflessione  decide di rintracciare Madame Blanche che nel frattempo si è trasferita a Parigi. Le chiede se avesse scritto lei la lettera, ma la donna gli dice che era stata scritta da Hèléne e che lei si era limitata a tradurla. Gli dice che la moglie avrebbe desiderato sopra ogni altra cosa di essere quella donna. Hervé esclama: "lei era quella donna". E ritorna nella sua casa e nel suo giardino.

## Produzione
Tutte le scene riguardanti il giardino sono state girate a Ronciglione.